# Кардифф, Джек
Джек Кардифф (англ. Jack Cardiff, 18 сентября 1914—22 апреля 2009) — английский кинооператор и режиссёр кино.
Сотрудничал с Майклом Пауэллом, Эмериком Прессбургером, Альфредом Хичкоком. Наиболее известен как оператор легендарных «Красных башмачков» (1948). Офицер ордена Британской империи (ОВЕ, 2000 год), Лауреат премии «Оскар» (1948, 2001) и «Золотой глобус» (1948, 1961).

## Биография
Кардифф родился в Грейт-Ярмуте, Норфолк в семье Флоренции и Джона Джозефа Кардиффов, артистов мюзик-холла. Уже с 4 лет выступал в представлениях с родителями и снимался в немых фильмах. В 15 лет он стал помощником кинооператора, а в семнадцать работал в этом качестве в съёмочной группе фильма «Нечестная игра» (англ. The Skin Game, 1931 год) А. Хичкока. С 1935 года Д. Кардиф — самостоятельный оператор. С началом Второй мировой войны был задействован в съёмках социальных и агитационных роликов правительства. Важным этапом в карьере стало участие вторым оператором в создании фильма «Жизнь и смерть полковника Блимпа» (англ. The Life and Death of Colonel Blimp, 1943 год). Режиссёры М. Пауэлл и Э. Прессбургер остались довольны его работой и пригласили уже главным оператором в свой следующий фильм «Вопрос жизни и смерти» (англ. A Matter of Life and Death, 1946 год). В продолжение сотрудничества был снят «Чёрный нарцисс» (англ. Black Narcissus, 1947 год), который принёс Д. Кардифу премии «Оскар» и «Золотой глобус» за операторскую работу.
Во второй половине 1950-х годов Д. Кардиф самостоятельно занялся режиссурой. После нескольких фильмов, которые не имели громкого успеха, он снимает «Сыновья и любовники» (англ. Sons and Lovers, 1960 год), фильм, который претендовал на «Оскар» в семи главных номинациях (получен один — за работу оператора) и позволил Кардифу получить «Золотой глобус» за режиссуру. К началу 1970-х годов кинематографист практически полностью прекратил постановку новых фильмов и вернулся к операторской работе, большей частью в коммерческом кино США.
В 1995 году Британское общество кинематографистов вручило режиссёру приз за вклад в кинематограф на протяжении всей карьеры. В 2001 году Академия кинематографических искусств и наук США вручила ему премию «Оскар», в специальной номинации — Мастеру цвета и освещения.
Джек Кардиф скончался в возрасте 94 лет в результате непродолжительной болезни в своем имении на востоке Англии. Он умер в один день с режиссёром Кеном Эннакином, у которого работал в 1979 году над фильмом «Пятый мушкетёр».
В 2010 году в Великобритании вышел фильм «Оператор: Жизнь и творчество Джека Кардиффа» (англ. Cameraman: The Life and Work of Jack Cardiff), которая чрезвычайно тепло и полно рассказывает о жизни творчестве кинематографиста в воспоминаниях его коллег.

## Избранная фильмография
Д. Кардиф в качестве оператора снял 73 картины, в качестве режиссёра — 15.
- 1949 — Под знаком Козерога / Under Capricorn (оператор, режиссёр — А. Хичкок)
- 1951 — Африканская королева / The African Queen (оператор, режиссёр — Д. Хьюстон)
- 1954 — Босоногая графиня / The Barefoot Contessa (оператор, режиссёр — Джозеф Манкевич)
- 1956 — Война и мир / War and Peace (оператор, режиссёр — К. Видор)
- 1957 — Принц и танцовщица / The Prince and the Showgirl (оператор, режиссёр — Л. Оливье)
- 1958 — Викинги / The Vikings (оператор, режиссёр — Р. Флейшер)
- 1960 — Сыновья и любовники / Sons and Lovers (режиссёр)
- 1960 — Запах тайны / Scent of Mystery (режиссёр)
- 1962 — Моя гейша / My Geisha (режиссёр)
- 1963 — Корабли викингов / The Long Ships (режиссёр)
- 1968 — Мотоциклистка / The Girl on a Motorcycle (режиссёр)
- 1978 — Смерть на Ниле / Death on the Nile (оператор, режиссёр — Д. Гиллермин)
- 1980 — Воскрешение из мёртвых / The Awakening (оператор, режиссёр — М. Ньюэлл)
- 1981 — Псы войны / The Dogs of War (оператор, режиссёр — Д. Ирвин)
- 1984 — Конан-разрушитель / Conan The Destroyer (оператор, режиссёр — Р. Флейшер)
- 1985 — Рэмбо: Первая кровь 2 / Rambo: First Blood Part II (оператор, режиссёр — Д. П. Косматос)